# Flugplan (Fluggesellschaft)
Der Flugplan einer Fluggesellschaft ist das „Kursbuch“ – die Gesamtheit der von ihr angebotenen Flugstrecken, als Ergebnis einer umfangreichen Analyse der Netzplanung oder des Streckenmanagements der Gesellschaft.
Veröffentlicht wurde dies früher in Form eines Handbuches, welches in Verkaufs- und Reisebüros, sowie an Verkaufsstellen an den Flughäfen ausgelegt wurde. Seit Aufkommen des Internets veröffentlichen die Fluggesellschaften ihre Flugpläne auch auf ihrer Website – meistens per Such- und Auswahlfunktion. Gleichzeitig wird dies in der Regel mit der Möglichkeit der Onlinebuchung verbunden. Online können zudem Abweichungen (z. B. saisonbedingte Programmkürzungen) und kurzfristige Änderungen besser und flexibler dargestellt werden, als es bei den gedruckten Plänen möglich ist. 
Inzwischen scheuen die Fluggesellschaften die verbundenen Druckkosten, so dass die gedruckten Flugpläne seit der zweiten Hälfte der 2000er Jahre allmählich verschwanden und heute Seltenheitswert haben. Lufthansa gab ihren letzten gedruckten Flugplan 2009 aus; Swiss stoppte dies bereits 2008.
Nicht verwechselt werden darf diese Veröffentlichung der angebotenen Dienste einer Fluggesellschaft für ihre Kunden mit dem Flugplan (ggf. Dauerflugplan für die gesamte Saison), mit dem die Fluggesellschaft die gleichen Flüge bei der Flugsicherung anmeldet oder den ein Pilot vor einem flugplanpflichtigen Flug bei der Flugsicherung aufgeben muss.